# Jenny Schermaulová
Jenny Schermaulová, křtěná Johanna Ludmila, v zahraničí též Jenny Schermaul, (24. května 1828 Liblín – 30. října 1909 Praha) byla česká malířka.

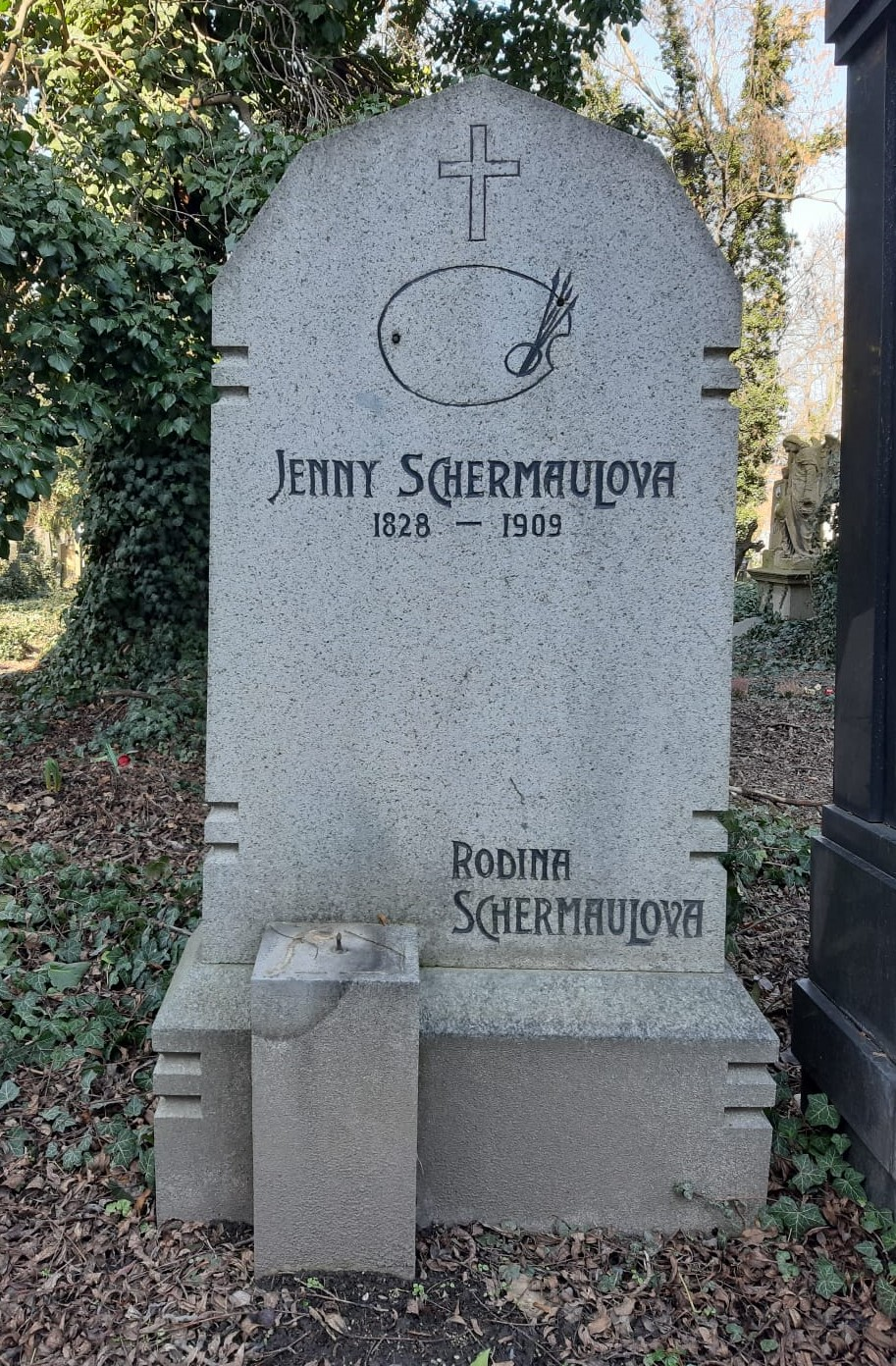
Jenny Schermaulová, hrob na Olšanských hřbitovech (stav 2021)

## Život
Narodila se v rodině důchodního (správce důchodenského úřadu) na liblínském panství hraběte Wurmbranda, Františka Schermaula (1786–1870) a jeho manželky Anny, rozené Fleischerové (1796–1866). Pokřtěna byla Johanna Lidmila, měla mladší sestru Annu (1830–1884).
Nebyla přijata na pražskou Akademii, jejím učitelem byl malíř Karel Javůrek. V šedesátých letech 19. století studovala malbu květin v Drážďanech a obohatila své malířské techniky o kvaš. Dlouhodobě žila v zadním traktu domu č. 49 na Václavském náměstí (roh Opletalovy, proti dnešnímu The Flow Building).
Malbě se věnovala a malování vyučovala i osmdesátiletá. Její dílo ale bylo v té době již pozapomenuto a žila osaměle.

## Dílo
Vystavovala svá díla pravidelně na výstavách Krasoumné jednoty. Její díla byla vysoce hodnocena pro botanickou přesnost.
Malovala především květiny, Památník národního písemnictví ale uchovává např. i její autoportrét a krajinomalby.

### Knižní ilustrace
Jenny Schermaulová ilustrovala knihy o květinách:
- Sommerblumen (eine Schilderung der heimischen Blumenwelt, autor Carus Sterne, 77 barevných vyobrazení; Praha Fr. Tempský, Lipsko G. Freytag, 1884)
- Květiny jarní ze zvláštním zřetelem ku květeně domácí (upravil Fr. V. Rosický, malovali Jenny Schermaulová a Josef Seboth	Rosický; Praha, F. Tempský,	1885)[8]	* Herbst- und Winterblumen (eine Schilderung der heimischer Blumenwelt, autor Carus Sterne, 71 barevných vyobrazení Jenny Schermaulová a Josef Seboth; Praha, F. Tempský, Lipsko G. Freytag, 1886)
- Květiny letní se zvláštním zřetelem ku květeně domácí (upravil Josef Rosický, 77 barevnými vyobrazení, Praha, F. Tempský, 1888)[9]
- Květiny podzimní se zvláštním zřetelem ku květeně domácí (upravil Josef Rosický, 71 barevných vyobrazení; Praha, F. Tempský, 1888)[10]

## Odraz v kultuře
Jenny Schermaulovou zmiňuje Vladimír Neff v románu Císařské fialky jako jednu z návštěvnic salonu rodiny Bornových (skutečnou předlohou byla rodina Jana Neffa), když na domácím koncertu poprvé zazněly Dvořákovy Moravské dvojzpěvy. Spisovatel se zřejmě mýlil, když popsal sestru Annu jako od narození nevidomou; pamětnice Ludmila Grossmannová Brodská o ní vypověděla, že byla učitelkou ručních prací:
| „ | ...vzácný exemplář ženské emancipovanosti, malířku květin Jenny Schermaulovou, která před třemi roky, na Světové výstavě ve Vídni, vzbudila pozornost svou obrovskou kyticí jiřin...Chodila všude ve společnosti své starší sestry, s níž trávila všechny chvíle svého života a pro niž se vzdala svého osobního štěstí, protože sestřiny velké modré oči byly od narození nevidomé. | “ |
| — Vladimír Neff: Císařské fialky (kapitola Moravské dvojzpěvy, s. 338; Československý spisovatel 1969) | |   |

## Galerie

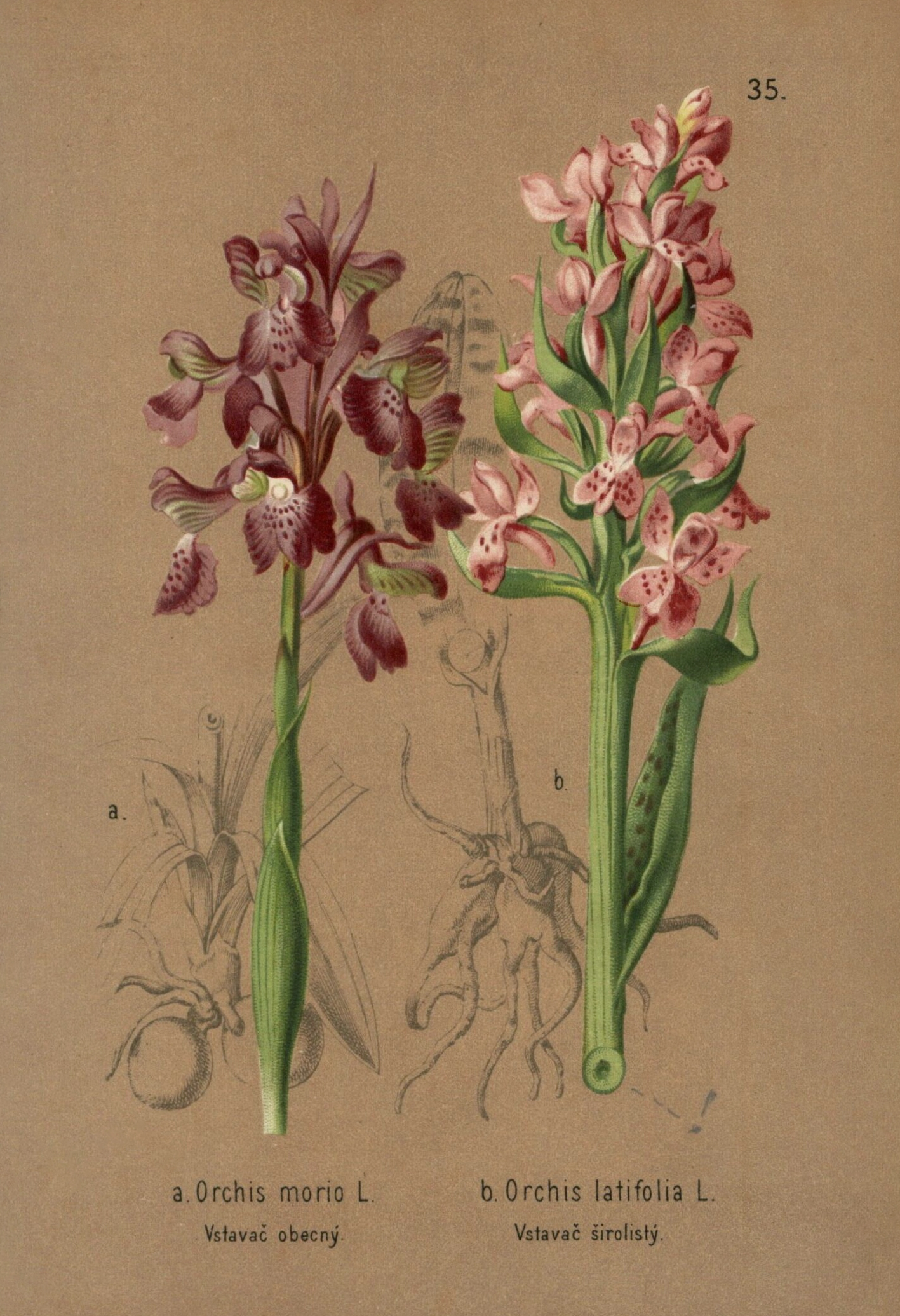
Vstavač obecný a vstavač širokolistý, ilustrace z knihy Květiny jarní... (1885)
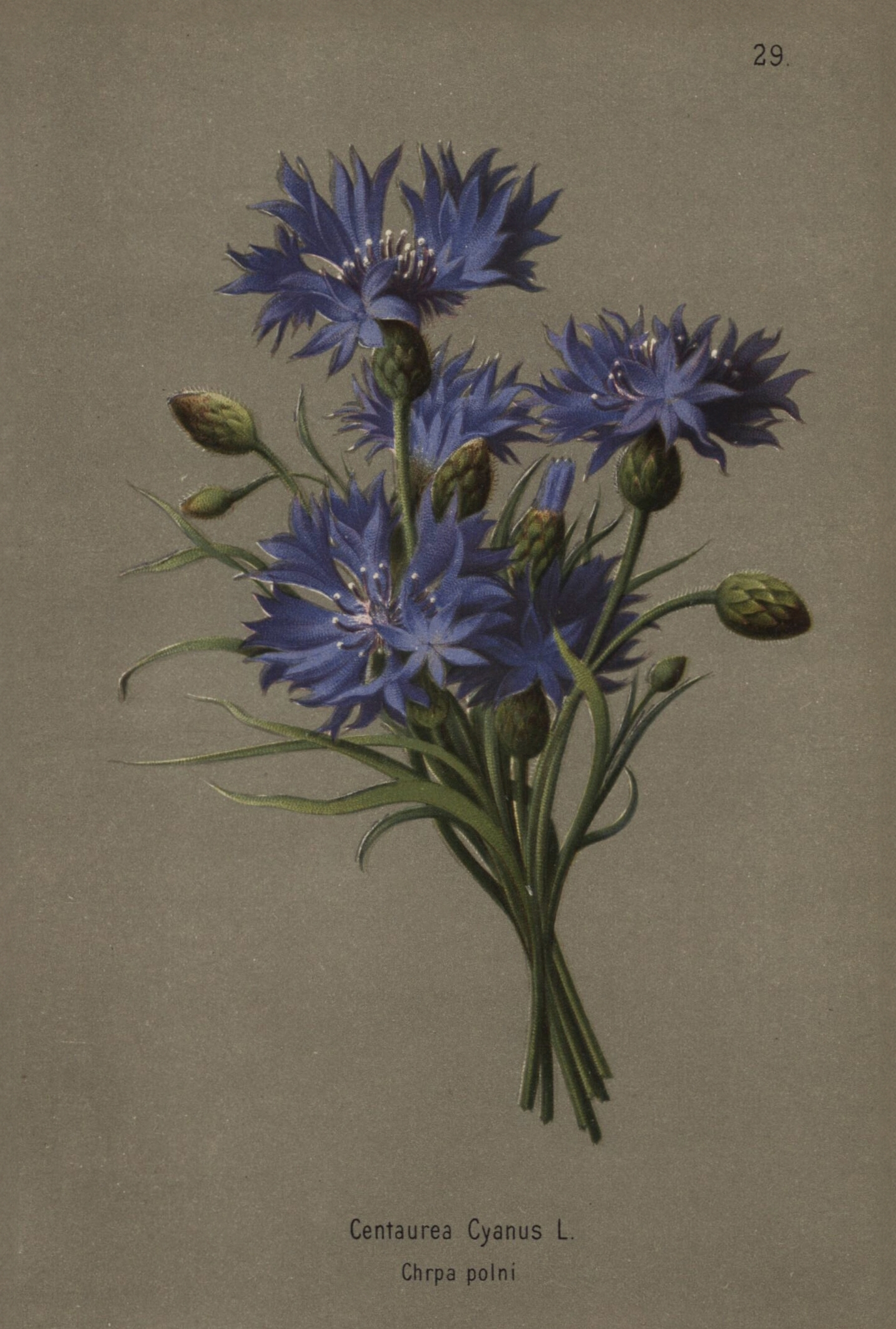
Chrpa polní, ilustrace z knihy Květiny letní... (1888)
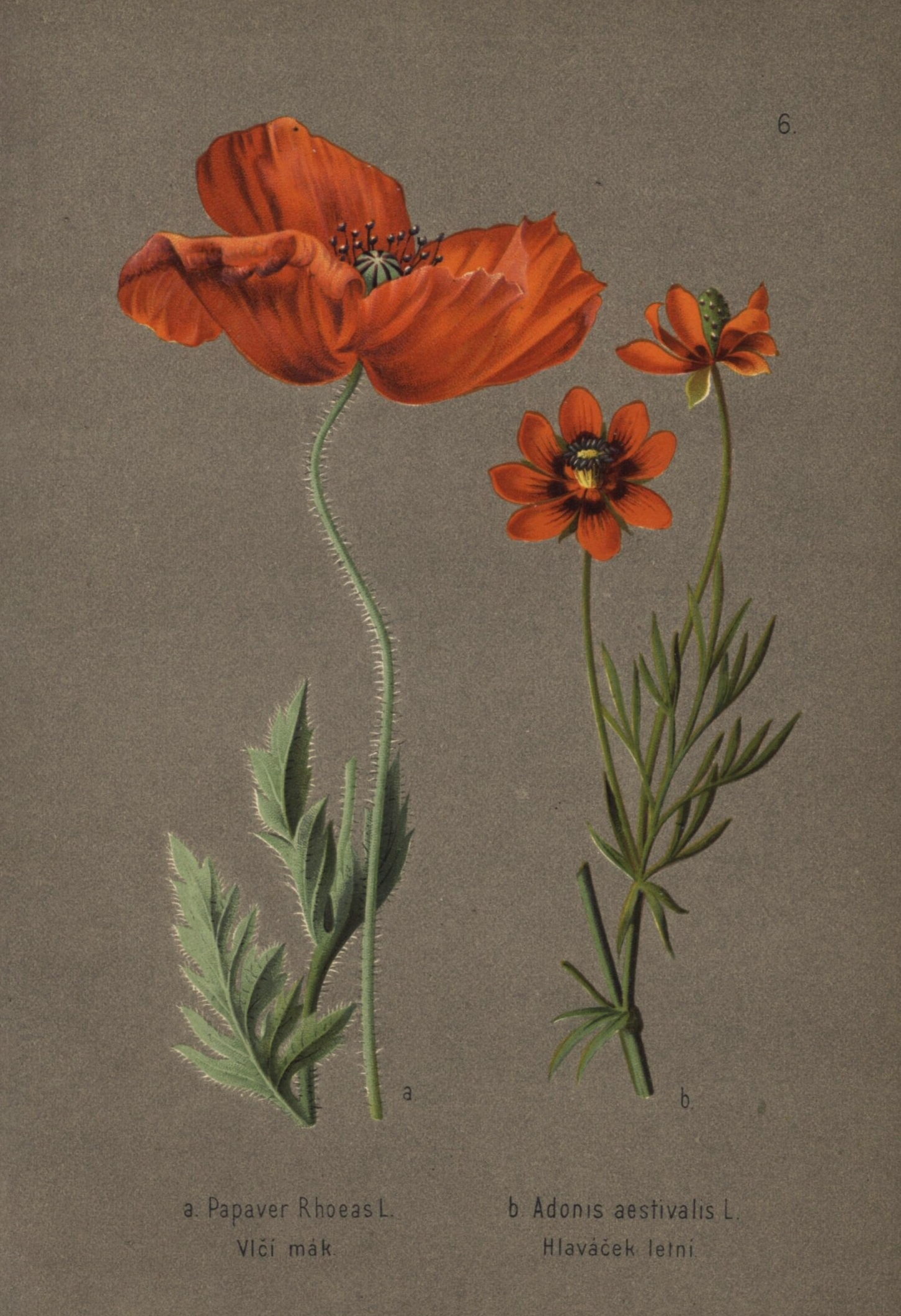
Vlčí mák a hlaváček letní, ilustrace z knihy Květiny letní... (1888)
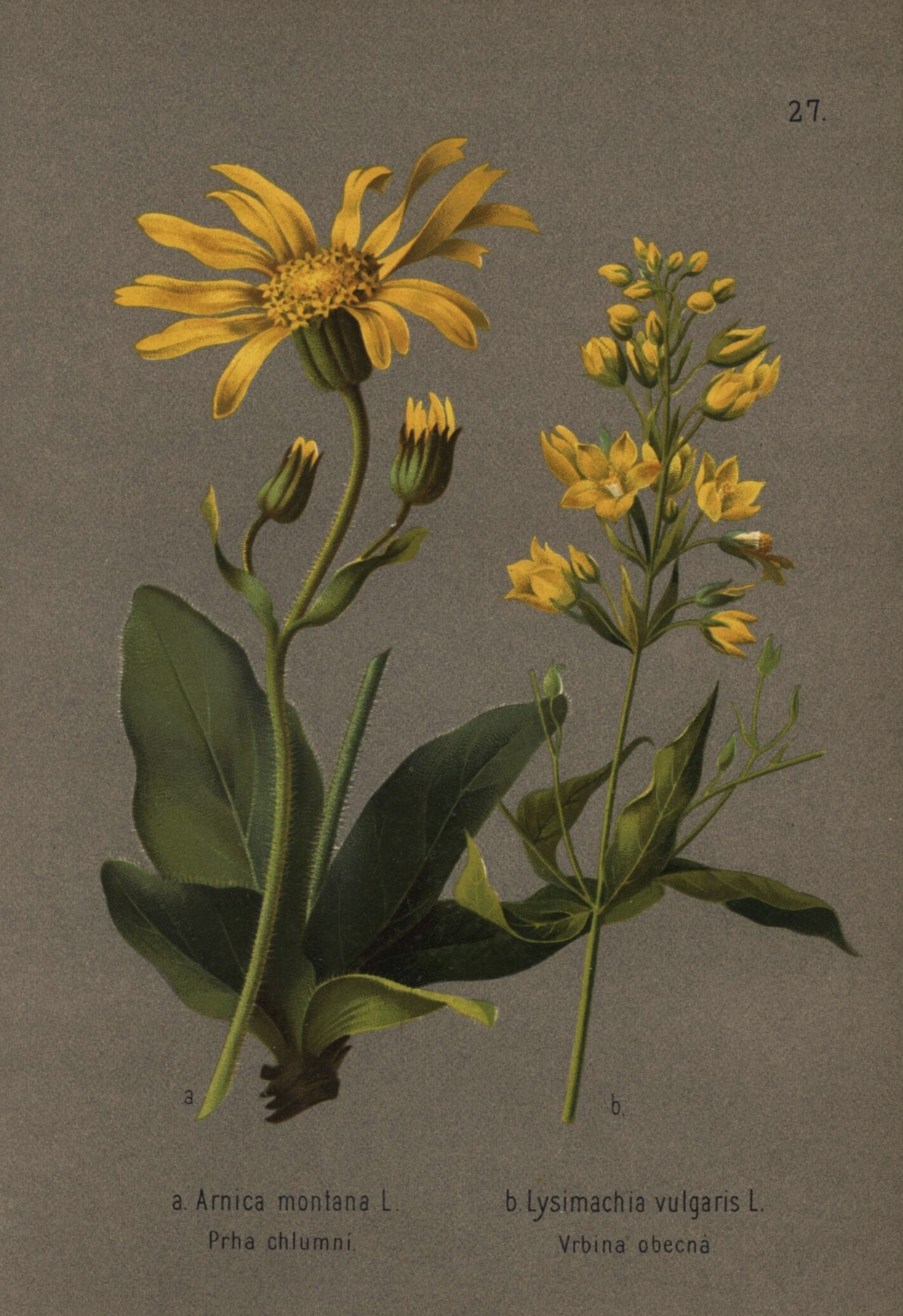
Prha chlumní a vrbina obecná, ilustrace z knihy Květiny letní (1888)
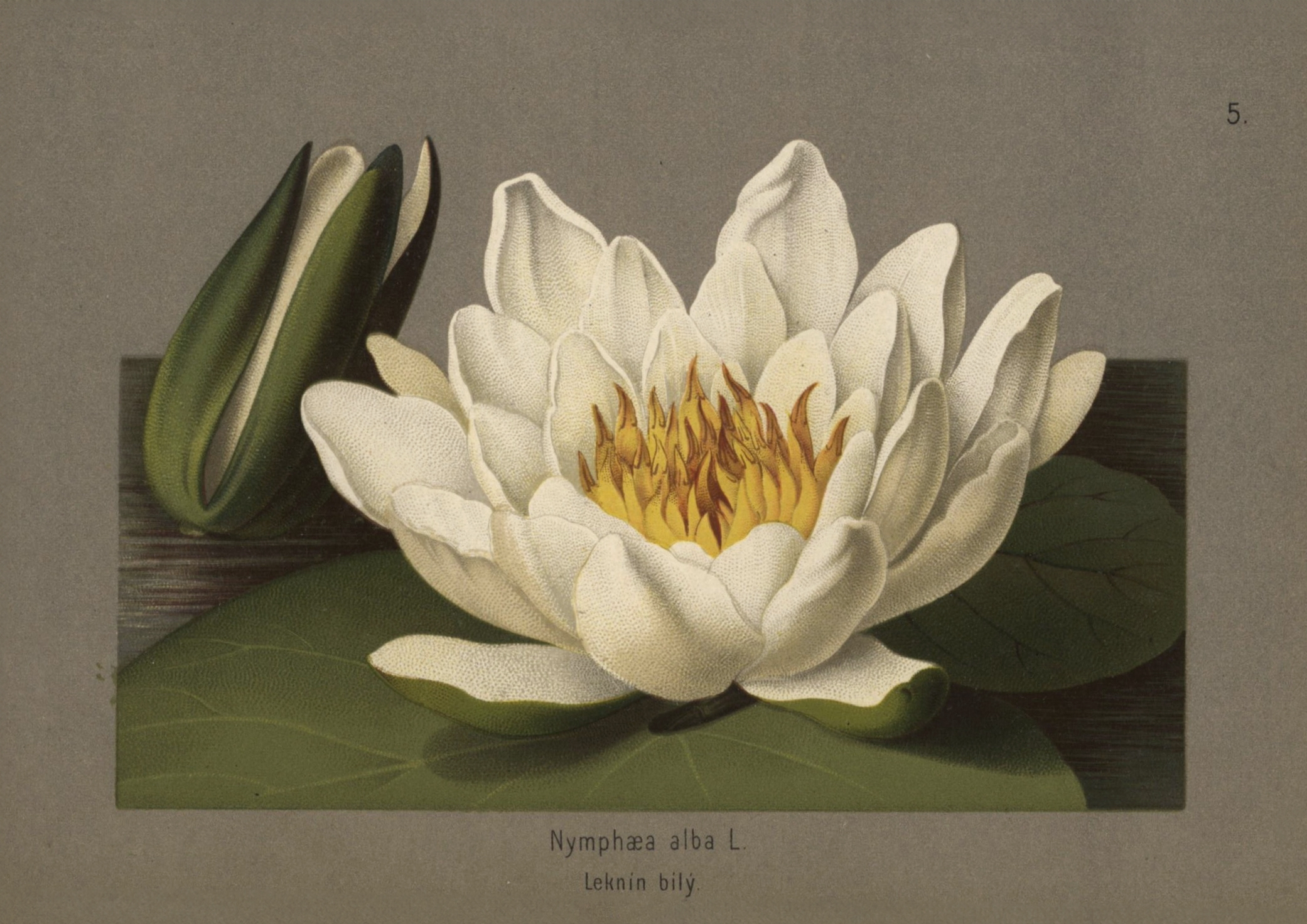
Leknín bílý (knižní ilustrace, 1888)
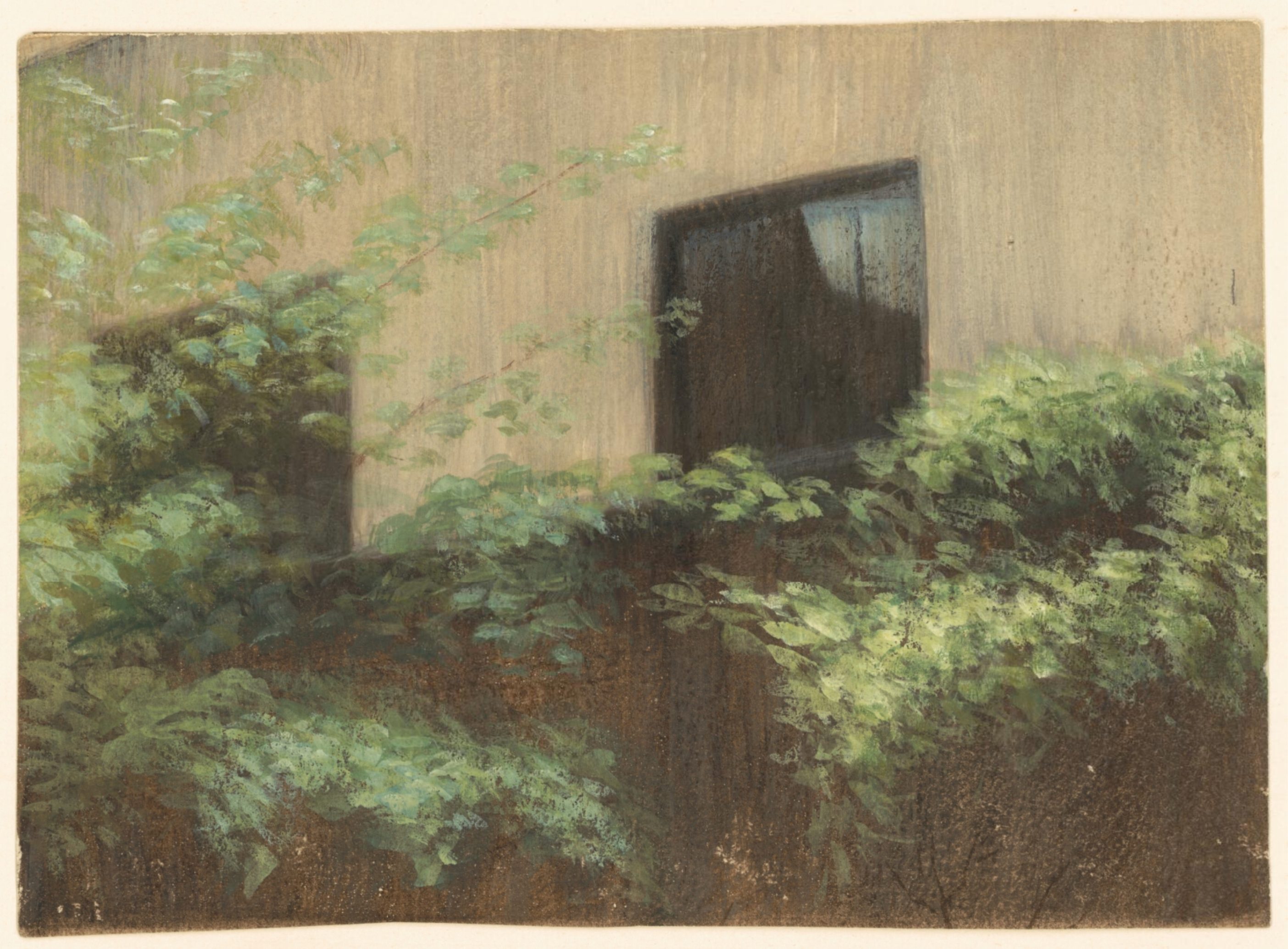
Zeď domu se dvěma okny, olej na kartonu (nedatováno)
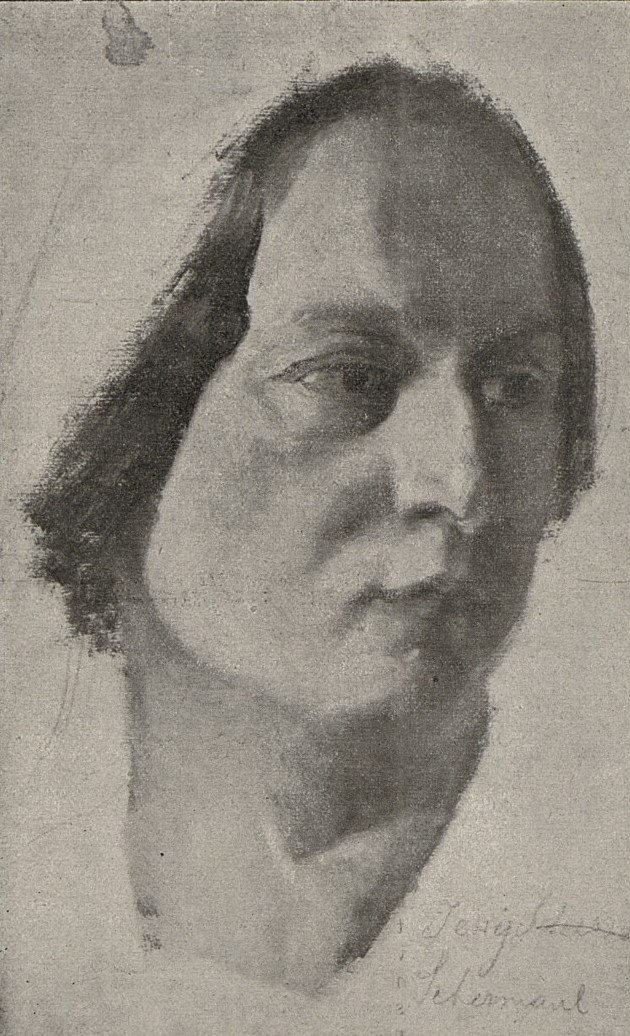
Karel Javůrek: Jenny Schermaulová (1849)
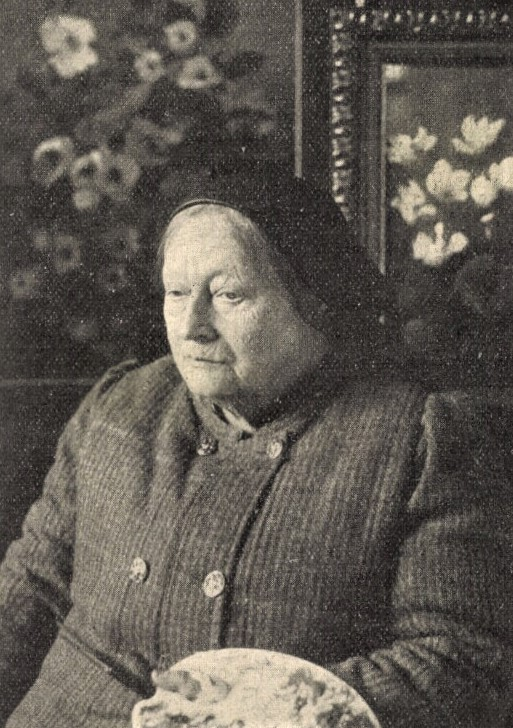
Jenny Schermaulová osmdesátiletá (foto Máj 1909)